# Nulleinkünfteverfahren
Das Nulleinkünfteverfahren ist ein Verfahren zur Vermeidung der Doppelbesteuerung von Dividenden und Gewinnen aus Beteiligungsveräußerungen zwischen einer im Inland unbeschränkt steuerpflichtigen Körperschaft und einer in- oder ausländischen Kapitalgesellschaft. Es ergibt sich aus der Mutter-Tochter-Richtlinie der Europäischen Gemeinschaft und gilt für alle Staaten des Europäischen Wirtschaftsraums. Durch eine Option in der Richtlinie wird es entweder in Reinform oder als sogenanntes modifiziertes Nulleinkünfteverfahren angewandt.
Die Bundesrepublik Deutschland, Frankreich und Belgien sind die einzigen Staaten, die sich für das modifizierte Nulleinkünfteverfahren entschieden haben. In anderen Staaten sind ausgeschüttete Gewinne komplett steuerbefreit.

## Richtlinie
Fließen einer Muttergesellschaft oder ihrer Betriebsstätte aufgrund ihrer Beteiligung an einer Tochtergesellschaft Gewinne zu, die nicht anlässlich der Liquidation der Tochtergesellschaft ausgeschüttet werden, besteuern der Staat der Muttergesellschaft und der Staat der Betriebsstätte diese Gewinne entweder nicht oder lassen im Falle einer Besteuerung zu, dass die Muttergesellschaft und die Betriebsstätte auf die geschuldete Steuer den Steuerteilbetrag, den die Tochtergesellschaft und jegliche Enkelgesellschaft für diesen Gewinn entrichtet, bis zur Höhe der entsprechenden Steuerschuld anrechnen können. Für die ausgeschüttete Dividende der Tochtergesellschaft sind also bei der Muttergesellschaft null Einkünfte anzusetzen (de facto wird die steuerliche Freistellungsmethode angewandt).
Für die mit der Beteiligung zusammenhängenden Verwaltungskosten kann allerdings gem. Art. 4 Abs. 2 MT-RL ein Pauschalbetrag festgesetzt werden (modifiziertes Nulleinkünfteverfahren). Dieser Betrag darf 5 Prozent der von der Tochtergesellschaft ausgeschütteten Gewinne nicht übersteigen. Dennoch dürfen Betriebsausgaben, die mit den steuerfreien Dividendenbezügen in wirtschaftlichem Zusammenhang stehen, uneingeschränkt steuerlich berücksichtigt werden.

## Rechtslage in Deutschland
In Deutschland wurden die Bestimmungen der Richtlinie in das Körperschaftsteuergesetz (KStG) aufgenommen.
Bei einer im Inland unbeschränkt steuerpflichtigen Körperschaft, Personenvereinigung oder Vermögensmasse im Sinne des § 1 KStG, die Beteiligungsanteile an einer in- oder ausländischen Kapitalgesellschaft hält, bleiben gem. § 8b KStG gewisse Einkünfte aus Kapitalvermögen bei der Ermittlung des Einkommens außer Ansatz, insbesondere
- Dividenden sowie
- Gewinne aus der Veräußerung von Anteilen an Kapitalgesellschaften.

Davon ausgenommen sind 5 Prozent der Bezüge, die gem. § 8b KStG nicht als Betriebsausgaben abgezogen werden dürfen (modifiziertes Nulleinkünfteverfahren). Materiell sind somit also 95 Prozent der Bezüge von der Besteuerung freigestellt. Ursprünglich galt der Paragraph nur für Beteiligungen an ausländischen Kapitalgesellschaften. Resultat war eine systematische Ungleichbehandlung von Inlands- und Auslandsbeteiligungen, die sich verfassungsrechtlichen Bedenken ausgesetzt sah. Insbesondere nach dem Bosal-Urteil des Europäischen Gerichtshofs mehrten sich in der Finanzrechtsprechung und im wissenschaftlichen Schrifttum die kritischen Stimmen.
In der Folge hat der deutsche Gesetzgeber am 23. Dezember 2003 eine Ausdehnung der Fünf-Prozent-Regelung auf sämtliche Beteiligungen beschlossen. Die neue Rechtslage trat mit dem Jahr 2004 in Kraft, seitdem werden auch Veräußerungsgewinne (siehe oben) erfasst.